# Pont de Sant Julià dels Garrics
El Pont de Sant Julià dels Garrics és una obra de la Vansa i Fórnols (Alt Urgell) protegida com a Bé Cultural d'Interès Local.

## Descripció
El pont del Molí de Sant Julià dels Garrics és un pont senzill sobre el riu Bona, afluent de l'esquerra del riu la Vansa que és afluent de l'esquerra del Segre.
El pont consta d'un sol ull en arc carpanell de carreus de pedra tosca assentat sobre dues penyes altes que flanquegen el riu de Bona en un punt on aquest s'estreny prou com per construir el pont amb un màxim d'economia d'esforç i materials.
El cos del pont està construït amb pedra calcària sense desbastar i amb una disposició totalment irregular, unida amb morter de calç. La culminació del pont és totalment horitzontal i no en la modalitat d'esquena d'ase que sovinteja en altres ponts antics de la comarca. El tram de camí al seu pas pel pont presenta dos realços de la mateixa obra que s'aixequen uns deu centímetres per sobre del nivell d'ús del camí, com a mesura per evitar la desviació de les bèsties que hi passaven del camí recte. Les penyes sobre les quals es disposa l'obra presenten signes d'haver estat rebaixades o retallades per disposar-hi el pont. L'accés del pont des de la riba esquerra del riu presenta un marge construït amb pedra seca per realçar i anivellar el camí d'accés des d'aquest sector.
La construcció del pont podria estar relacionada amb el molí fariner que es troba a quinze metres al sud-oest. La forma de l'arc fa pensar que podria haver estat construït en època moderna com altres d'aquest tipus que hi ha a la comarca.
El mes de març de 2013 hi haver unes fortes pluges que van afavorir la degradació del pont: es va ensorrar la part superior del flanc sud i l'arc es va veure afectat.